# OTDR

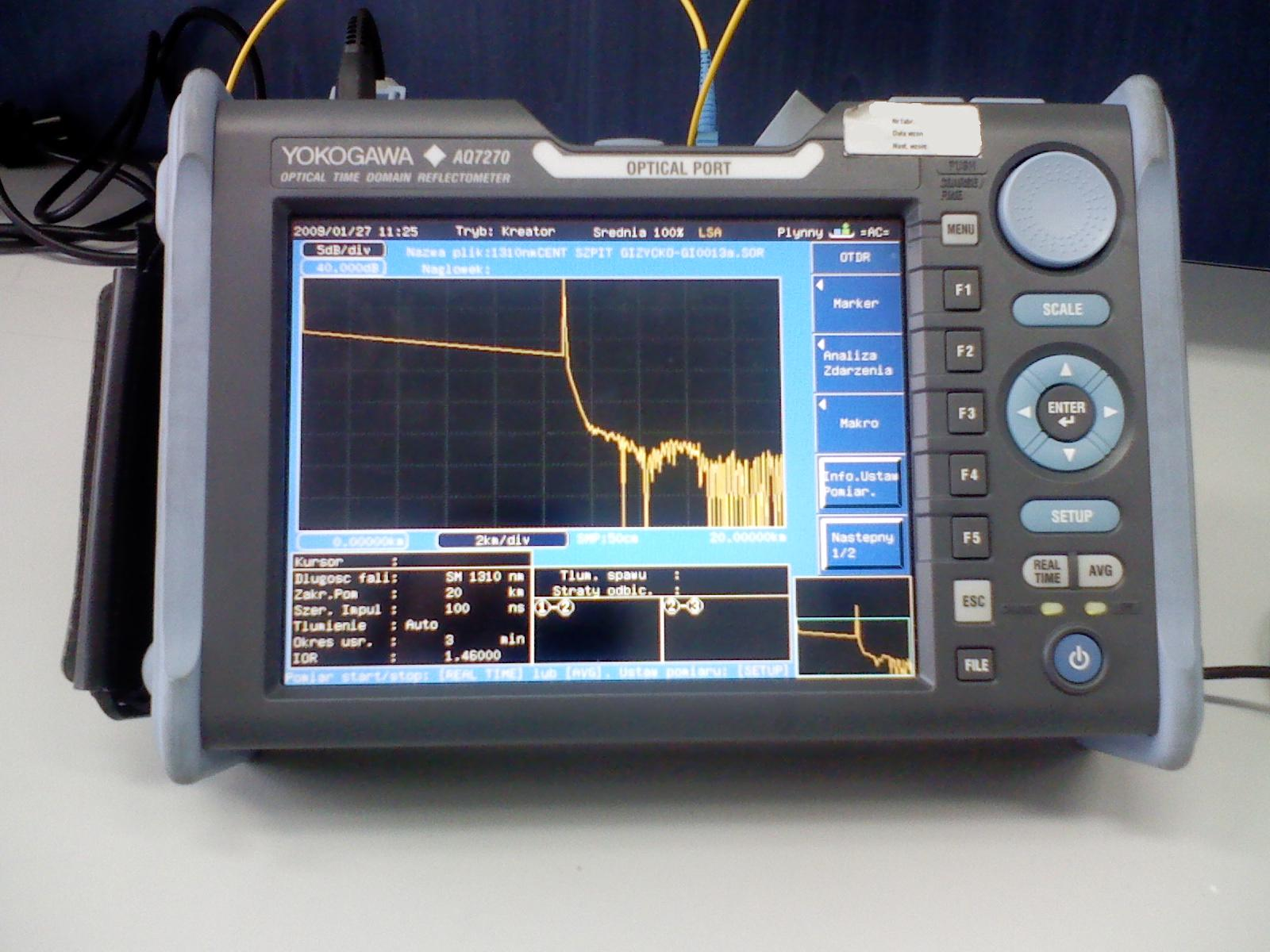
Dispositivo OTDR comercial

En telecomunicaciones, un reflectómetro en el dominio del tiempo óptico, OTDR por las siglas en inglés de optical time domain reflectometer, es un instrumento óptico-electrónico usado para caracterizar y diagnosticar una red de fibra óptica. Este dispositivo es el equivalente en óptica al reflectómetro en el dominio de tiempo (TDR), que mide los cambios producidos en la impedancia de un cable.
Un OTDR puede ser utilizado para estimar la longitud de la fibra y su atenuación, lo que incluye pérdidas por empalmes y conectores. También puede ser utilizado para detectar fallos, tales como roturas de la fibra.
Para realizar su función, el OTDR inyecta en un extremo de la fibra bajo análisis una serie de pulsos ópticos y observa la luz que ha sido dispersada y reflejada de vuelta desde puntos de la fibra con un cambio en el índice de refracción. La intensidad del pulso devuelto es integrada como una función del tiempo, y representada en función de la longitud de la fibra.

## Técnicas de verificación de fibra óptica
Las técnicas de verificación de fibra óptica son el conjunto de acciones y pruebas para comprobar que el cable óptico y su instalación cumplen con los requisitos mínimos para que las comunicaciones puedan realizarse acorde a normas y estándares industriales. Si bien la instalación de fibra es compleja y difícil, sus técnicas de verificación y los criterios están detallados y reglados de forma clara y suficiente, apoyándose en dispositivos de tecnología avanzada.
La fibra óptica tiene muchas ventajas en la transmisión de datos a largas distancias frente al cobre, pero también tiene una serie de inconvenientes, muchos de ellos relacionados con la delicada estructura y la dificultad de unir vidrios de no más de 62,5 μm.

### Medición de longitud óptica
A efecto de realizar una medida de precisión, deberá considerarse el índice de refracción de las fibras ópticas instaladas. Dicha medida deberá ejecutarse mediante OTDR, debidamente calibrado y certificado por el fabricante o distribuidor autorizado y los valores resultantes de la medida no deberán superar, para el caso de empalmes por fusión, 0,15 dB de promedio por empalme medido bidireccionalmente, y 0,5 dB por par de conector instalado en el trayecto de la fibra a probar. El valor teórico contemplado para pérdida de potencia por km. es de 0,35 dB para el caso de fibras medidas en segunda ventana (1310 nm) y de 0,25 dB para el caso de fibras medidas en tercera ventana (1550 nm).
La medición deberá efectuarse con la mejor resolución posible, es decir, la distancia y el ancho de pulso deberán ser los menores posibles.

### Medición de atenuación
Para la medición deberán emplearse dos bobinas de lanzamiento de fibra óptica de una longitud no inferior a 1000 m y cada bobina será de la misma tecnología de fibra óptica empleada por los cordones pig tail.
A efectos de poder realizar la medición, uno de los extremos de la bobina deberá estar preconectado con el mismo tipo de conector empleado a nivel de distribuidor de fibra.
Medición de reflexión
Los valores de perdida de retorno medidos en cada terminación de cable de fibra óptica a nivel de cada distribuidor de fibra óptica deberán cumplir con la siguiente norma de aceptación:
- 70 % de los valores medidos > 40 db. (mayor)
- 30 % de los valores medidos < 38 db. (menor)

### Medición de la pérdida total del trayecto por potencia óptica
La pérdida total de cada sección (‘A’) para cada fibra óptica deberá satisfacer la siguiente ecuación:
{\displaystyle A<a*L+En*ae+Nc*ac}
Siendo:
- ‘A’ = Pérdida total del tramo (dB);
- ‘a’ = Atenuación nominal de la fibra óptica a la longitud de onda especificada (dB/km);
- ‘L’ = Longitud óptica total del tramo (km);
- ‘En’ = número total de empalmes, sin considerar los empalmes de acometida, si existieren, ni el empalme a pig tail;
- ‘ae’ = valor medio de atenuación por empalme (dB);
- ‘Nc’ = Número de conectores; y
- ‘ac’ = perdida de la conexión a nivel de distribuidor (dB).

Para el cálculo, deberán considerar los siguientes valores:
- ‘a’ = 0,25 dB/km a 1550 nm y 0,35 dB/km a 1310 nm. Fibra óptica monomodo estándar.

Estos valores de atenuación deberán considerarse siempre y cuando correspondan a las medidas efectuadas sobre el cable, previo a la instalación:
- ‘L’ = longitud óptica. Para la medición de la longitud óptica del tramo, deberá considerarse estrictamente, el índice de refracción correspondiente a la fibra instalada y
- ‘ac’ = 0,25 dB para conector LC; SC, ST, FC.

### Interfaz no compatible
Considerando la posibilidad de que la interfaz física del instrumento no sea compatible con los conectores empleados a nivel de distribuidor de fibra, para la medición de potencia, será necesario realizar el siguiente procedimiento de calibración, por cuanto se requieren 2 cordones de adaptación al instrumento transmisor y receptor, respectivamente.
- Se medirá el nivel de potencia de salida del transmisor, por medio de un cordón conectado de acuerdo a la interfaz física del instrumento.
- Se medirá la pérdida de inserción del juego de conectores correspondiente a la interconexión de los 2 cordones de adaptación.
- La pérdida intrínseca será la que resulte de la diferencia entre las mediciones efectuadas en los ítem anteriores, debiendo ser menor a 0,4 db.
- Con la configuración del ítems próximo anterior, se realizara la calibración del equipo transmisor-receptor.

Debido a este equipo de calibración, deberá considerarse ‘Nc’ = 1 en el cálculo de la pérdida total de trayecto.

### Interfaz compatible
Si el instrumento de medición posee interfaz compatible con los conectores empleados a nivel de distribuidor de fibra, la calibración se efectuara en forma directa entre el equipo transmisor-receptor, por cuanto no será necesario emplear cordones de adaptación.
El paso de interconexión, deberá efectuarse mediante la desconexión del cordón de referencia a nivel del equipo receptor. A los efectos de poder efectuar la medición, será necesario emplear un cordón de conexión con el equipo receptor distribuidor de fibra.
Debido a este tipo de calibración, deberá considerarse ‘Nc’ = 2 en el cálculo de la pérdida total de trayecto.
La medición se efectuara a las longitudes de onda de 1550 nm y 1310 nm.
El valor absoluto de pérdida se obtendrá como el promedio de 3 medidas efectuadas después de 3 procesos de desconexión-conexión